# سن بلوغ (فیلم ۱۹۸۴)
«سن بلوغ» (انگلیسی: Coming of Age (1984 film)) یک فیلم است که در سال ۱۹۸۴ منتشر شد.